# Remigiusland

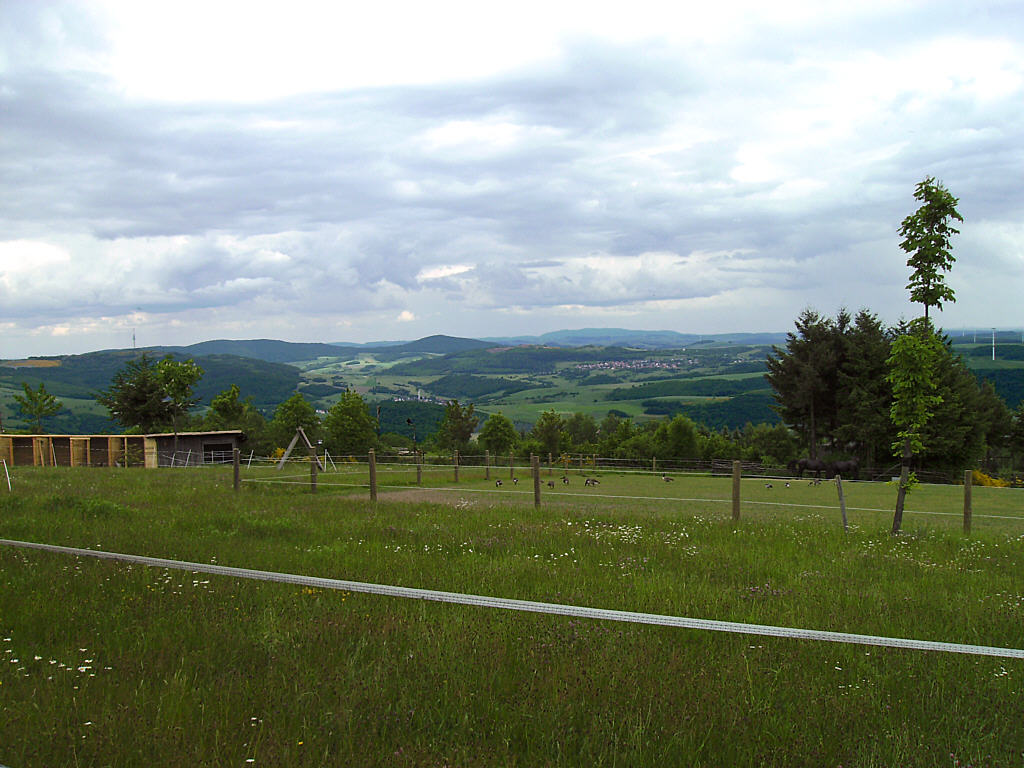
Blick vom Potzberg (562 m) zum Donnersberg (2008)

Remigiusland ist der Name einer Geschichtslandschaft im Nordpfälzer Bergland um Kusel und Altenglan, die im Mittelalter unter der Grundherrschaft der Benediktiner-Abtei Saint-Remi in Reims stand. Historisches Interesse gewinnt das Remigiusland durch die für eine ländliche Gegend im deutschen Sprachraum früh einsetzende und reichhaltige schriftliche Überlieferung. Die Frühgeschichte des Remigiuslandes überliefern die Kleriker Hinkmar von Reims und Flodoard von Reims.

## Name
Namenspatron ist Sankt Remigius von Reims. Der Name, der in älterer Zeit St. Remeis Land und ähnlich lautete, kam nach der Reformation in der mehrheitlich protestantischen Region außer Gebrauch. Von Historikern des 18. und 19. Jahrhunderts wurde er wiederbelebt. Im 20. Jahrhundert griffen Geschichtsvereine, Periodika wie das Heimatblatt des Remigiuslandes (erschienen 1.1922–11.1932) und Gastronomiebetriebe den Namen auf. Der auf dem Heiligennamen beruhende Taufname Remig (aus Remigius) war ehemals in Kusel und Umgebung verbreitet.

## Geographie

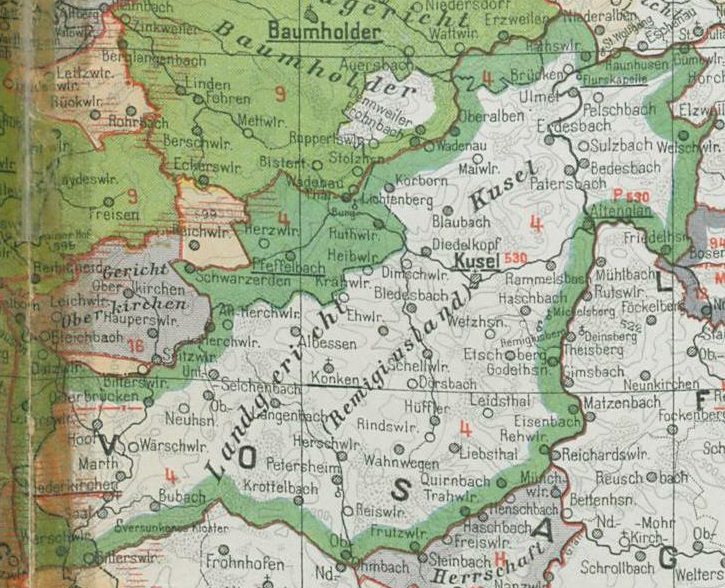
Landgericht Kusel (Remigiusland)

Das Gebiet umfasst etwa 40 Orte mit einer Fläche von etwa 200 km² und erstreckt sich an den Flüssen Oster und Glan, im Norden bis zur Kuralb und im Süden bis zum Henschbach. Der Bezirk entspricht im Wesentlichen dem ehemaligen Kanton Kusel (1818–1862) und dem ehemaligen Landgericht Kusel. Heute gehören die meisten Orte zur 2018 gebildeten Verbandsgemeinde Kusel-Altenglan im Landkreis Kusel in Rheinland-Pfalz, sechs Gemeinden im Ostertal und die Gemeinde Schwarzerden gliederte die französische Militärverwaltung 1947 dem Landkreis St. Wendel im Saarland an.
Kennzeichnend für die Region ist das Kuseler Bergland, eine stark bewaldete, geschlossene Gruppe markanter Bergrücken und Bergkegel, durchsetzt mit Rodungsfluren und Flusstälern. Das Kuseler Bergland besitzt trotz geringer Höhen (250 bis 300 Meter Höhe in den Tallagen und 320 bis 420 Meter Höhe in den Höhenlagen) ein sehr bewegtes Relief. Bergrippen und Bergrücken mit engen Flussdurchbrüchen wechseln mit sanfteren Hängen, Hochflächenresten und Mulden. Entwässert wird das Gebiet im Osten über den Glan zur Nahe und im äußersten Westen über die Oster zur Blies.
Im Frühmittelalter war die Region Teil des stark bewaldeten und kaum besiedelten Vosagus, womit man den Mittelgebirgsraum von etwa 10.000 km² Gesamtfläche westlich der Oberrheinischen Tiefebene von der Burgundischen Pforte im Süden bis zum Hunsrück im Norden bezeichnete.

## Geschichte
Nach der von Erzbischof Hinkmar von Reims ausformulierten Legende hatte gegen Ende des 5. Jahrhunderts der hl. Remigius als Bischof von Reims den Frankenkönig Chlodwig I. getauft und mit einem vom Himmel herab gesendeten Öl gesalbt. Der Reimser Kathedrale Notre-Dame als Krönungsort fast aller Könige Frankreichs und der Reimser Abtei Saint-Remi, die das dazu benötigte Salböl aufbewahrte, flossen in der Folge reiche königliche Stiftungen zu.

### 6. Jahrhundert

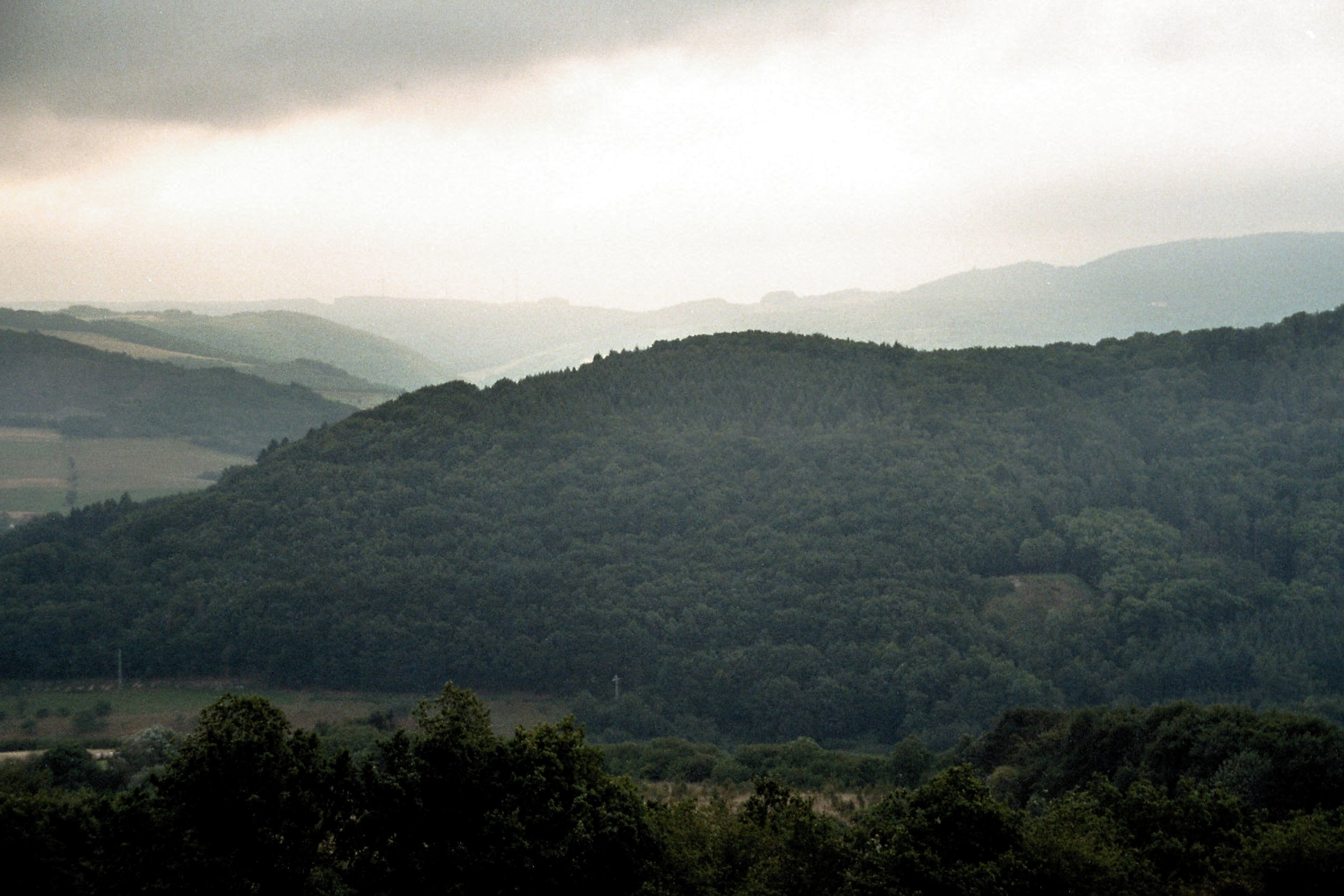
Waldlandschaft bei Oberalben

Die Vita Remigii aus dem 9. Jahrhundert erzählt, der hl. Remigius († 533) habe im Wasichen (in Vosago) ein großes unerschlossenes Waldgebiet gekauft und darin mit Siedlern aus dem bischöflichen Behren (Berna), das er von den Franken bekommen habe, die beiden Weiler Kusel (Cosla) und Altenglan (Gleni) gegründet. Cosla und Gleni hätten ihre Namen nach den Bächen, an denen sie liegen. Remigius selbst habe das Land mit Grenzsteinen abgesteint. Einen Grenzstein habe er so fest in einen hohlen Baum gesetzt, dass niemand ihn herausziehen konnte. Die Siedler hätten aus den Wäldern jährlich Pech zur Reimser Kirche liefern müssen. Die Vita schrieb Erzbischof Hinkmar von Reims 350 Jahre nach den darin berichteten Ereignissen. Der Reimser Chronist Flodoard übernahm die Erzählung etwas gekürzt. Im Urteil der modernen Historiker ist die betreffende Passage der Vita Remigii eine Erfindung des Vitenautors Erzbischofs Hinkmar von Reims, der den Erwerb des Fernbesitzes der Reimser Kirche durch Berufung auf den Rechtstitel des hl. Remigius vor der allfälligen Entfremdung bewahren wollte.
Das Testamentum Remigii amplius eines unbekannten Verfassers des 9. oder 10. Jahrhunderts, in dem manche ebenfalls den Erzbischof Hinkmar von Reims erblicken möchten, setzt auf dem originalen Remigius-Testament auf, in dem genannte Besitzungen an genannte Kirchen vermacht sind. Durch den Einschub zahlreicher Orte wird es erweitert bzw. verfälscht. Darin heißt es, König Chlodwig I. († 511) habe Remigius die Ländereien im Wasichen (in Vosago) übergeben, nämlich Berna und Bischmisheim (Piscofesheim), das den Namen des Bischofs in der deutschen Volkssprache trage. Gekauft habe Remigius Coslo und Gleni und andere Orte diesseits und jenseits des Rheins, die jährlich Pech zur Reimser Kirche zur Abdichtung der Weinfässer lieferten. Neu hinzu kommt namentlich Bischmisheim. Im Übrigen folgt die Darstellung der Remigius-Vita, diesmal ohne die Geschichte vom Grenzstein im hohlen Baum. Das Testamentum Remigii amplius gilt den modernen Historikern als Zweckfälschung.
Eine Urkunde des 10. Jahrhunderts berichtet, die Abtei Kusel mit allem Zubehör sei dem hl. Remigius von Chlodwigs Sohn Chlodomer (511–524), dem König von Neustrien, zugewendet worden. Diese Variante bezeichnen die modernen Historiker als „zweifelhaft“. Der Hauptgrund, alle drei Berichte, die den Erwerb des Remigiuslandes noch zu Lebzeiten des hl. Remigius († 533) geschehen lassen, zu verwerfen, besteht darin, dass im Testamentum Remigii brevis, das Remigius selbst zugeschrieben wird, keine Rede vom Remigiusland ist. Jedoch beinhalten die Erzählungen einen wahren Kern. Das Remigiusland gehörte Reims, die Pechlieferung aus dem Remigiusland nach Reims ist vielfach verbürgt und die etymologischen Notizen, dass nämlich Cosla und Gleni ihre Namen nach den gleichnamigen Bächen erhielten und Piscofesheim nach dem besitzenden Bischof, finden die Zustimmung moderner Historiker.
Eine Angabe des Reimser Chronisten Flodoard aus dem 10. Jahrhundert wird endlich von den Historikern nicht bezweifelt. Darin berichtet Flodoard, es sei im Reimser Archiv zu seiner Zeit eine Urkunde vorhanden gewesen, mit der König Childebert II. von Austrasien (575–596) einen Weiler im Wasichen (villarem quendam situm in Vosago) unweit des Flusses Saar (prope fluvium Saroam) dem Reimser Bischof Ägidius (550–590) zu seinem und der Reimser Kirche Besitz übertragen habe. Das zeigt, dass die Reimser Kirche bereits vor dem Jahr 590 Fernbesitz in der Saargegend erhielt, wobei diese Lageangabe am besten mit Bischmisheim vereinbar ist.

### 9. Jahrhundert

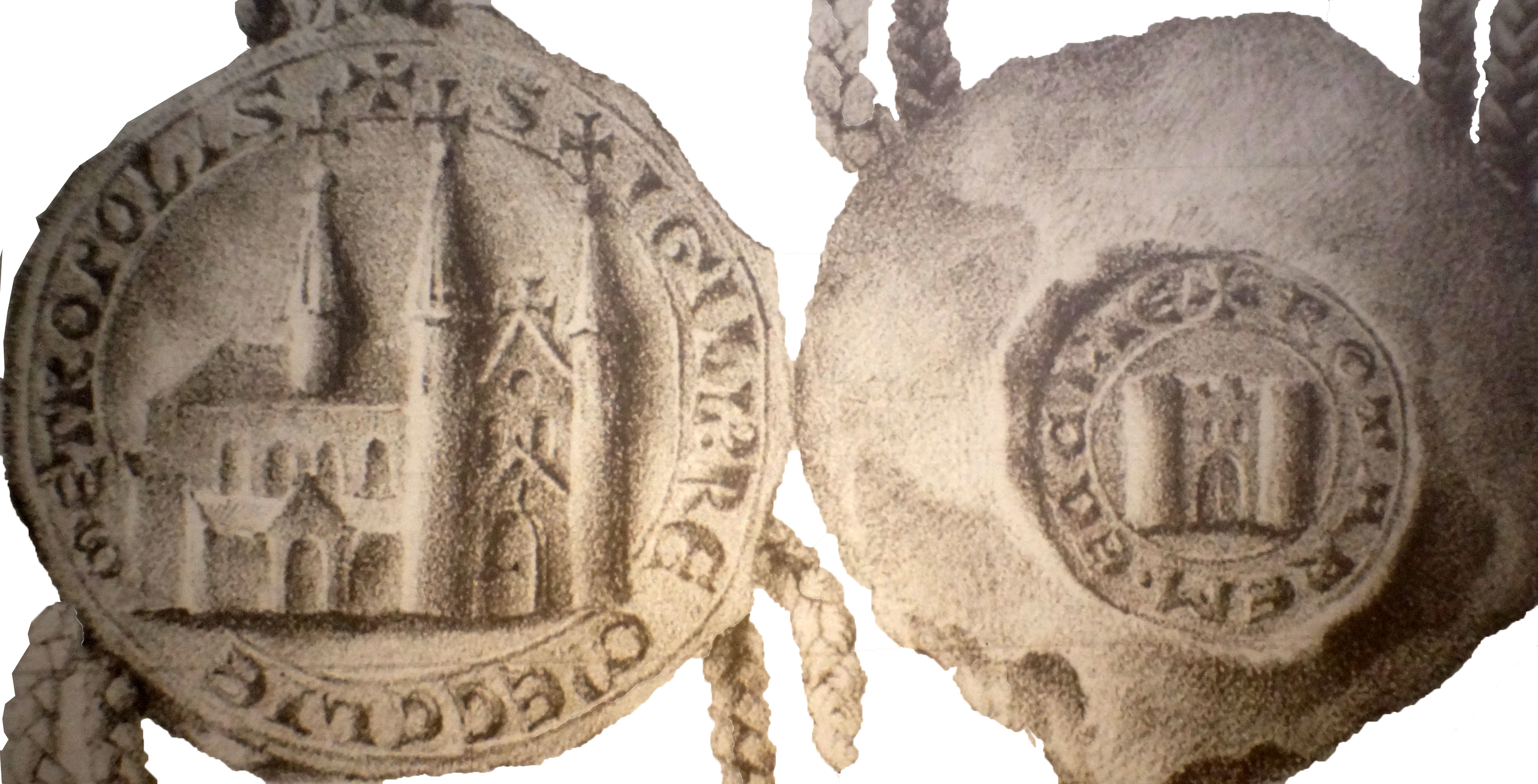
Siegel der Kathedrale Notre-Dame

Zwischen dem 6. und dem 9. Jahrhundert kam das Remigiusland – sicherlich vor der Brüderteilung des Frankenreichs im Vertrag von Verdun im Jahr 843 – in den Besitz der Reimser Kathedralkirche. Der 845 zum Erzbischof von Reims erhobene Hinkmar von Reims (845–882) erzählt in der Vita Remigii ein Wunder, bei dem zwei Brüder, Franken und Förster Kaiser Ludwigs des Frommen (813–840), auf der Stelle bestraft worden seien, als sie die Grenze des Remigiuslandes gegen den kaiserlichen Forst falsch gewiesen hätten. Flodoard übernahm die Erzählung etwas gekürzt ohne den Namen Ludwigs und nahm nur Bezug auf den königlichen Forst.
Erzbischof Hinkmar bemühte sich in Briefen an in- und ausländische Machthaber um die Rückerstattung entfremdeter Besitztümer der Reimser Kirche. Flodoard überliefert zahlreiche solche Briefe Hinkmars in kurzen undatierten Notizen. Adressaten bezüglich Besitzungen im Vosagus und im Wormsgau waren König Ludwig der Deutsche, König Karl der Kahle, [Graf] Nantar, Graf Megingaud, Erzbischof Liutbert von Mainz, Bischof Wala von Metz, und gleich vier Briefe gingen an Erluin, dem Hinkmar mit Gold und Silber für seine Bemühungen dankte. Er wird teils mit dem Pfalzgrafen Ludwigs des Deutschen identifiziert. Die Datierung der Hinkmar-Briefe ist in vielen Fällen nicht allzu genau möglich. Zwischen 845 und 876 fällt jedenfalls ein verlorenes Diplom Ludwigs des Deutschen († 876), in dem er dem Erzbischof Hinkmar Scavenheim im Wormsgau, Cosla und Gleni im Wasichen sowie Schouerunstat und Helisleba in Thüringen und Austrien zurückerstattete.
Hinkmars Nachfolger Fulko von Reims erwirkte 884 in Metz ein Diplom Kaiser Karls III. zur Rückgabe entfremdeter Güter; aufgezählt werden im längst nicht mehr bestehenden Herzogtum Thüringen (in ducatu Toringorum) Scaunistat, Northus und Adlistat, weiter Cobas und Prummern (Promere) im Ripuariergau und schließlich Behren (Berna) und Bischmisheim (Biscofesheim) im Rosselgau in der Bliesgrafschaft. Die beiden letztgenannten Orte werden häufig zum Remigiusland gezählt oder im Zusammenhang mit diesem genannt. Von der Rückgabe Behrens (Berna) an Fulko berichtet auch Flodoard von Reims.
Das Remigiusland war kein alleiniger, fest umschriebener Besitz der Reimser Kirche. Die Besitzstreitigkeiten zeigen an, dass weltliche Große hier gleichfalls Besitz erlangt hatten. Überliefert ist Adelsbesitz nur in Ausnahmefällen, etwa wenn er gestiftet wurde. Der Adlige Heririch, Bruder des hl. Bischofs Hunfrid von Thérouanne, hatte 868 der Salvatorkirche der Abtei Prüm Güter in Weinsheim bei Kreuznach und Bingen und 70 Leibeigene übergeben. König Ludwig der Deutsche bestätigte 870 nach Heririchs Tod der Abtei Prüm die Güter und zählte dabei noch Glena und Gensingen auf. Da das Prümer Urbar von 893 die Orte in der Reihenfolge Glene, Odenbach am Glan und Weinsheim aufzählt, ist Glena/Glene im Glantal zu suchen (Altenglan oder Hundheim am Glan). Heririch trug ein Lehen in Niederkirchen i. O. (Osternaha), das König Ludwig der Deutsche nach Heririchs Tod der Salvatorkirche in Frankfurt am Main überließ und worauf die Kirche in Niederkirchen i. O. mit Zehnt und Ländereien gebaut war.

### 10. Jahrhundert

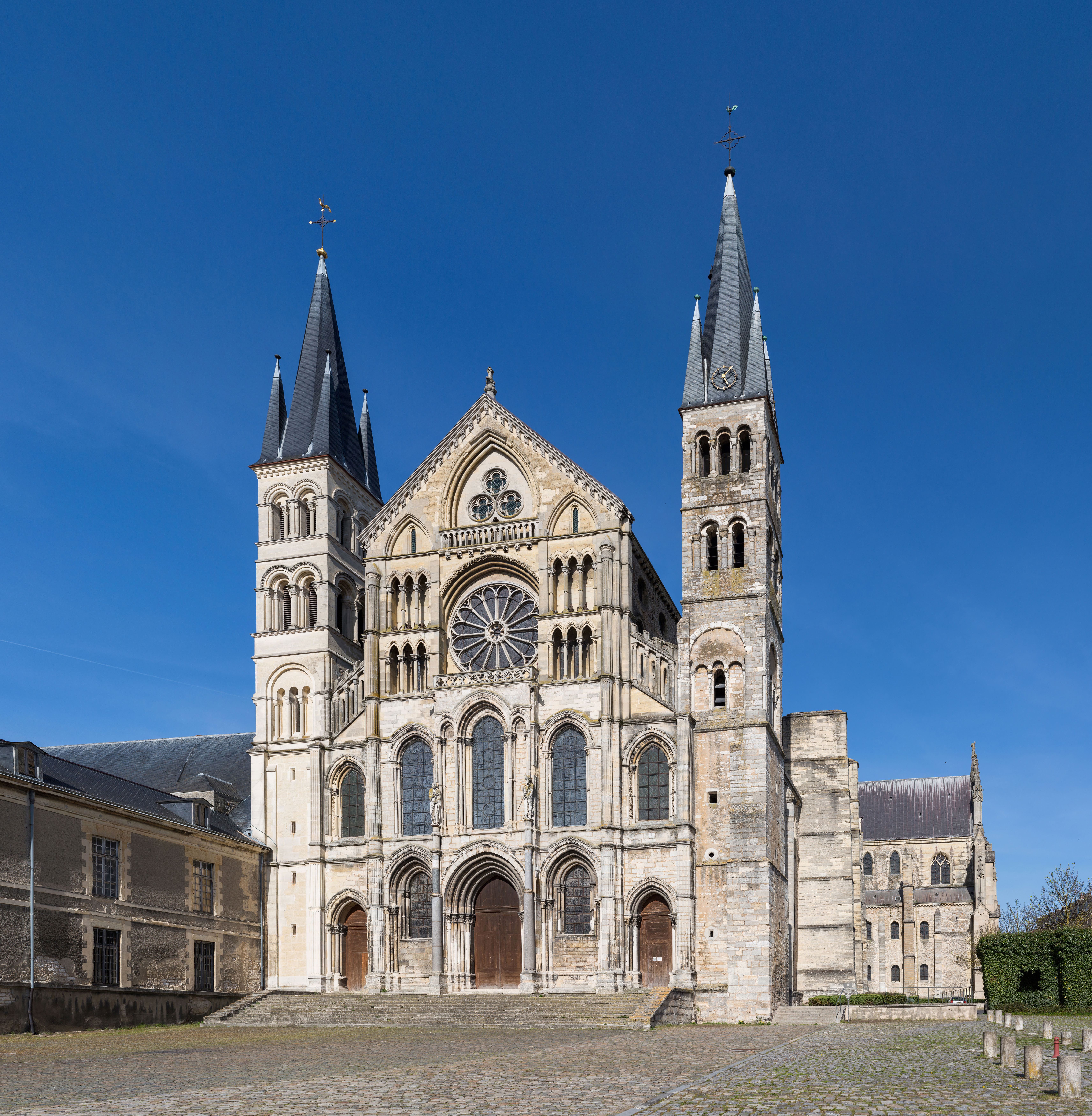
Abteikirche Saint-Remi

Am 16. September 902 konferierten Erzbischof Hatto I. von Mainz und Erzbischof Heriveus von Reims über kirchliche Angelegenheiten und über die Politik des Reiches. Ort ihrer Zusammenkunft war das „Kloster/Stift des Herric(us)“ (in Herrici monasterio, in basilica scilicet sancti Salvatoris), das nur dieses eine Mal genannt wird. Es lag in der Nähe von Kusel. Bei der Zusammenkunft übertrug Erzbischof Heriveus von Reims dem Mainzer Erzbischof Hatto I. den Schutz der Reimser Güter im Wormsgau (in pago Guormacensi). Am übernächsten Tag, dem 18. September 902, weihte Heriveus Kirche und Hauptaltar von Kusel (in Chuosla saltus Vosagi) auf das Patrozinium des hl. Remigius und Hatto I. bestätigte die Weihe. Am nächsten Tag urkundete König Ludwig das Kind, dessen Nähe beide Erzbischöfe suchten, von Metz her kommend, in Wadgassen an der Saar.
Der Chronist Flodoard berichtet, dass Erzbischof Heriveus die Kirche auf den Besitzungen des hl. Remigius im Vosagus erbaut und mit Zustimmung des Mainzer Diözesans geweiht habe. Folglich lag das Remigiusland im Erzbistum Mainz. Gau- und Grafschaftszugehörigkeit ergeben sich aus einer Urkunde von 918 über eine Schenkung von Gütern in Niederkirchen i. O. (Hosternaha) im Nahegau (in pago Nahgoue) in der Grafschaft des Grafen Konrad an die Reimser Kathedrale, die in der Remigiuskirche in Kusel verhandelt wurde.
In das zweite Jahrzehnt des 10. Jahrhunderts ist auch die Nachricht Flodoards zu setzen, dass Graf Werner vom Wormsgau (pagi Vormacensis comes) Reimser Güter im Vosagus usurpiert und unter seine Leute verteilt habe. Erzbischof Heriger von Mainz (913–927) sei seinen Schutzverpflichtungen nicht nachgekommen, erst als der hl. Remigius ihm nachts zum dritten Mal erschienen sei und ihn blutig gepeitscht habe, sei er darum bei König Konrad I. eingekommen. Der hl. Remigius agiert – wie andere Heilige – als strenger und gewalttätiger Herr, wenn es um seine Rechte geht. Er peitscht aus, blendet, wirft vom Pferd, tötet und lässt unberechtigt gebaute Mühlen im Mühlteich versinken.
Seit 945 wurde Saint-Remi von selbstständigen Äbten regiert. Die Einkünfte der Reimser Kathedralkirche wurden von den Einkünften der Reimser Abtei Saint-Remi getrennt. Erzbischof Artold von Reims vertraute die Güter im Remigiusland dem Herzog Konrad an und übergab sie dem Abt Hinkmar von Saint-Remi (945–967). Der Chronist Flodoard wurde 951 persönlich zu dem ostfränkischen König Otto I. geschickt, um mit ihm zu verhandeln. Eine Urkunde Ottos I., die unter Zustimmung Herzog Konrads 952 in Bodfeld im Harz ausgestellt wurde, bestätigt Artolds Übergabe der in Ottos Reich gelegenen Abtei Kusel (abbatiam Coslam) mit ihrem Zubehör im Vosagus im Rosselgau in der Bliesgrafschaft an die Abtei Saint-Remi. Die Äbte ließen sich Kusel (Cosla) mit Zubehör im Vosagus im Rosselgau in der Bliesgrafschaft gleichermaßen durch die westfränkischen Könige Ludwig IV. (Laon 953), seinen Sohn Lothar (Laon 955) und gleich doppelt durch Otto I. (Ingelheim 965) und seinen Sohn Otto II. (Ingelheim 965) bestätigen.
Im Jahr 968 kam Meersen (Marsna) als Wittum der westfränkischen Königin Gerberga an die Abtei Saint-Remi mit der Auflage, dort für ihren verstorbenen Ehemann Herzog Giselbert von Lothringen zu beten. Da Meersen im ostfränkischen Reich lag, wurden der Abtei Saint-Remi in der Folge mehrfach die Abtei Meersen und Kusel in einem gemeinsamen Diplom bestätigt, erstmals durch Otto III. (Duisburg 986) und nochmals durch Otto III. (Diedenhofen 993, nur Kusel).

### 11. Jahrhundert
Die Serie der Besitzbestätigungen des Remigiuslandes für die Abtei Saint-Remi setzt sich mit Bestätigungen Heinrichs II. (Aachen 1002) und Heinrichs III. (Nimwegen 1044) fort. Die urbariale Überlieferung setzt mit dem undatierten Urbar der Abtei Saint-Remi ein, dessen Grundlage in das 9. Jahrhundert datiert wird. Zu dieser Zeit gehörten Kusel und Meersen noch nicht zu Saint-Remi. Sie sind nur in nachträglich eingefügten Zinslisten aufgeführt. Die Zinslisten Nr. XIII und Nr. XXIX sind Nachträge wohl des 11. oder 12. Jahrhunderts und nennen Zinsen vom Fernbesitz der Abtei um Angleur und Meersen und dem Remigiusland um Kusel.

### 12. Jahrhundert

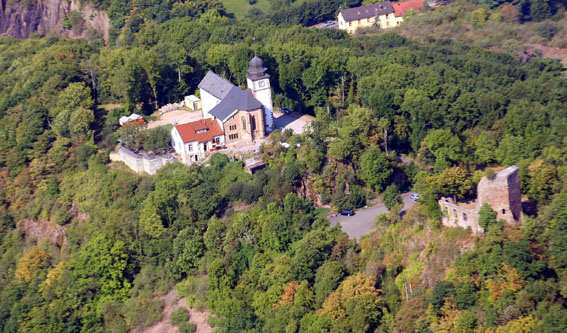
Kuppe des Remigiusbergs

Im frühen 12. Jahrhundert erfolgte eine organisatorische Änderung. Die Abtei errichtete ein Nebenkloster auf dem Remigiusberg, in dem ein Propst oder Prior mit wenigen Mönchen die Verwaltung der Güter übernahm. 1124 nahm Erzbischof Adalbert I. von Mainz die Güter in Schutz. Zeugen der Urkunde waren Propst Richer und zwei Mönche. 1127 nahm derselbe Erzbischof sie erneut in Schutz und bestätigte mit ausführlicher Narratio die Errichtung der Propstei St. Remigius unter seiner Ägide. Durch die Nennung der von der Propstei abhängigen Filialkirchen in dieser Urkunde und auch in den königlichen Bestätigungsurkunden wird die Ausdehnung des Remigiuslandes näher bestimmt. Eine königliche Bestätigung erfolgte durch Konrad III. (Köln 1138). 1145 bestätigte Konrad III. auch die Umwandlung des Kollegiatstiftes Meersen in ein Nebenkloster, die Propstei Meersen, und regelte die Vogteiverhältnisse (Utrecht 1145). Als Besonderheit ist ferner ein vielfach publiziertes Placitum (Gerichtsurteil) Konrads III. über die Vogteiverhältnisse der Propstei St. Remigius als Ausfertigung überliefert (Frankfurt am Main 1149). Einschlägig sind ferner die Bestätigungen durch Friedrich I. (Aachen 1152), (Paderborn 1152) und (Würzburg 1152). Die meisten der genannten Urkunden liegen als saubere Abschriften im kurz nach 1205 angefertigten Kopiar B der Abtei Saint-Remi vor. Das Diplom Friedrichs I. von 1152 ist insofern bemerkenswert, als es der Abtei neben genannten Besitzungen im Remigiusland, im Rosselgau, im Ripuariergau und der Grafschaft Kyrburg (Kiriberch) wieder Besitzungen im längst nicht mehr bestehenden Herzogtum Thüringen (in ducatu Tyringorum) bestätigte, nämlich wie im Jahr 884 die drei Orte Scaunistat, Northus und Adilstat.
Die spätmittelalterliche Geschichte des Remigiuslandes wird im Artikel zur Propstei St. Remigius geschildert und daher hier nicht behandelt. Für den Umfang des Gebiets ist eine Pfandurkunde des Jahres 1364 heranzuziehen, die sämtliche Orte und Weiler der Ämter Altenglan und Brücken (Wüstung bei Ulmet) im Ostteil des Remigiuslandes namentlich aufzählt.

## Belege
1. ↑  
Fritz Braun; Franz Rink: Bürgerbuch der Stadt Kaiserslautern, 1597–1800. Kaiserslautern 1965, S. 270.
2. ↑  
Entwurf zum Landesgesetz über den Zusammenschluss der Verbandsgemeinden Altenglan und Kusel vom 27. Januar 2016 mit entsprechenden Erläuterungen – Drucksache 16/6117
3. 1 2  
Roland W. L. Puhl: Die Gaue und Grafschaften des frühen Mittelalters im Saar-Mosel-Raum. Dissertation. Saarbrücken 1999, ISBN 3-930843-48-X, S. 236–240, 396–412.
4. ↑  
Dieter Kimpel, Robert Suckale: Die gotische Architektur in Frankreich: 1130–1270. Überarbeitete Studienausgabe. Hirmer Verlag, München 1995, ISBN 3-7774-6650-6, S. 277.
5. ↑  Hincmar, Vita Remigii, c. 17. MGH SS rer. Merov. 3, S. 309
6. ↑  Flodoardi Hist. Remen. lib 1, c. 20. MGH SS 36, S. 108
7. 1 2 3  
Gerhard Schneider: Reims und das Remigiusland im frühen Mittelalter (6. bis 9. Jh.). In: Zeitschrift für die Geschichte des Oberrheins. 119 = N.F. 80, 1971, S. 471–480.
8. ↑  Flodoardi Hist. Remen. lib 1, c. 18. MGH SS 36, S. 98
9. ↑  MGH DD Merow. 2, S. 503, Dep. Nr. 12
10. 1 2  
Martin Dolch: Die Ämter Altenglan und Brücken in einer Urkunde des Jahres 1364. In: Westricher Heimatblätter. Jahrgang 20, Nr. 2. Kusel 1989, S. 68–72.
11. ↑  Hincmar, Vita Remigii, c. 27. MGH SS rer. Merov. 3, S. 323
12. ↑  Flodoardi Hist. Remen. lib 1, c. 20. MGH SS 36, S. 108
13. ↑  MGH SS 30, 2, S. 210, S. 267
14. ↑  MGH SS 30, 2, S. 259
15. ↑  MGH SS 30, 2, S. 332
16. ↑  MGH SS 30, 2, S. 340, S. 341
17. ↑  MGH SS 30, 2, S. 272
18. ↑  MGH SS 30, 2, S. 316
19. ↑  MGH SS 30, 2, S. 341
20. ↑  
Franz Staab: Untersuchungen zur Gesellschaft am Mittelrhein in der Karolingerzeit (= Geschichtliche Landeskunde. Band XI). Steiner, Wiesbaden 1975, S. 440.
21. 1 2 3 4 5 6 7 8 9 10 11  
Lage unbekannt oder Lokalisierungsversuche nicht ausreichend begründet.
22. ↑  MGH DD LdD S. 170 Nr. 120
23. ↑  MGH DD Karl III S. 170 f. Nr. 106
24. ↑  Flodoardi Hist. Remen. lib 4, c. 2. MGH SS 36, S. 372
25. ↑  MGH DD LdD S. 182 f. Nr. 131
26. ↑  
Martin Dolch: Hundheim am Glan. In: Westricher Heimatblätter. Jahrgang 20, Nr. 2. Kusel 1989, S. 72–93.
27. ↑  
Klaus Zimmer: Chronik des mittleren Ostertals. 2. Auflage. Band 1. Niederkirchen i.O. 1990, Kap. Das Lehen des Heririh und die Salvatorkapelle in Frankfurt, S. 88–95 und S. 110.
28. ↑  MGH SS 30, 2, S. 755 f.
29. ↑  MGH SS 30, 2, S. 755 f.
30. ↑  MGH DD LdK S. 119 Nr. 116
31. ↑  MGH SS 30, 2, S. 406
32. ↑  Flodoardi Hist. Remen. lib 1, c. 20. MGH SS 36, S. 111
33. ↑  Flodoardi Hist. Remen. lib 1, c. 20. MGH SS 36, S. 111 f.
34. ↑  MGH DD Otto I. S. 237 Nr. 156
35. ↑  CD Louis IV Nr. 44 S. 98 ff.
36. ↑  CD Lothaire Nr. 4 S. 8 ff.
37. ↑  MGH DD Otto I S. 400 f. Nr. 286
38. ↑  MGH DD Otto II S. 18 f. Nr. 11
39. ↑  MGH DD Otto III S. 427 f. Nr. 28 mit Berichtigung von cellam zu Coslam auf S. 894 und im Index S. 937. Vgl. zur Berichtigung auch  RI II,3 n. 985
40. ↑  MGH DD Otto III S. 534 Nr. 122
41. ↑  MGH DD Heinrich II S. 18 f. Nr. 16
42. ↑  MGH DD Heinrich III S. 153 Nr. 122
43. ↑  Manfred Stimming, Mainzer Urkundenbuch 1 S. 430 Nr. 524
44. ↑  Manfred Stimming, Mainzer Urkundenbuch 1 S. 451 Nr. 544
45. ↑  MGH DD Konrad III S. 11 f. Nr. 6
46. ↑  MGH DD Konrad III S. 252 f. Nr. 140
47. ↑  MGH LL 2, S. 564 f. MGH Const. 1, S. 181 f. Nr. 127. MGH DD Konrad III, S. 377 ff. Nr. 210, Schumm, Kaiserurkunden Nr. X,6 (Faksimile)
48. ↑  MGH DD Friedrich I, S. 3 ff. Nr. 2
49. ↑  MGH DD Friedrich I, S. 14 f. Nr. 8
50. ↑  MGH DD Friedrich I, S. 50 ff. Nr. 30